# Klemen Štrajhar
Klemen Štrajhar, slovenski lokostrelec, * 20. avgust 1994, Ljubljana.
Klemen Štrajhar je za Slovenijo nastopil na lokostrelskem delu Poletnih olimpijskih iger 2012 v Londonu, kjer je osvojil triintrideseto mesto. Na Evropskem prvenstvu 2012 v Amsterdamu je osvojil srebrno medaljo posamično.